# Admontia tarsalis
Admontia tarsalis là một loài ruồi trong họ Tachinidae.